# Momy
Momy település Franciaországban, Pyrénées-Atlantiques megyében. Lakosainak száma 110 fő (2022. január 1.). Momy Villenave-près-Béarn, Anoye, Baleix, Bentayou-Sérée, Lucarré, Maure, Peyrelongue-Abos és Sedze-Maubecq községekkel határos.

## Népesség
A település népességének változása:
| Lakosok száma | 129  | 130  | 137  | 127  | 122  | 116  | 114  | 112  | 110  |
|               | 2013 | 2015 | 2016 | 2017 | 2018 | 2019 | 2020 | 2021 | 2022 |